# Bogáncsposzméh
A bogáncsposzméh (Bombus soroeensis) a méhfélék családjába tartozó, Eurázsiában honos méhfaj. 

## Megjelenése
A bogáncsposzméh viszonylag kis méretű, testhossza 15-17 mm. Több színváltozata is ismert. Alapvetően fekete, csak a potroh vége (a negyedik hátlemez hátsó felétől kezdve) fehér a szőrzete; néha itt nem fehér, hanem narancssárga. Előfordulnak olyan változatai is, ahol a tor, illetve a potroh elején látható sárga sáv. A második láb lábfejtőízének külső élének szőrei egyformán rövidek és vastagok. 

### Hasonló fajok
Egyes színváltozatok összetéveszthetők a réti poszméhhel (B. pratorum), de annak a potroh sárga szalagja a negyedik potrohszelvény elején kezdődik (a bogáncsposzméh esetében a végén) és a második láb lábfejtőízének szőrei vegyesek, hosszabbak-rövidebbek. Hasonlíthat hozzá a kerti poszméh (B. hortorumm) is, de annak potrohvége mindig teljesen fehér, míg a bogáncsposzméhnél megfigyelhetőek narancssárga szőrök.

## Elterjedése
Eurázsiában honos, az Ibériai-félszigettől Szibéria középső részéig, illetve a Balkántól és Olaszországtól egészen Észak-Norvégiáig megtalálható. Délen inkább hegyvidéki faj. Magyarországon csak a Bükkben ismertek állományai.

## Életmódja
A hűvösebb, nedvesebb élőhelyeket kedveli. Társas életmódot folytat, kolóniájának létszáma közepes, 80-150 egyedből áll. Fészkét többnyire a föld alatt, elhagyott rágcsálójáratokban építi. A megtermékenyített anyák telelnek át. Meglehetősen későn, május közepétől, júniustól válnak aktívvá, majd a fészek megalapítása után kb. hat héttel a dolgozók is megjelennek. Az új anyák és a hímek két-négy hónappal később kelnek ki. Kései aktivizálódásuk miatt dolgozói még kora ősszel, szeptember-októberben is repülnek. Sokféle virágról gyűjthet, a harangvirág- és zsályaféléket rendszeresen látogatja.
Magyarországon védett, természetvédelmi értéke 5000 Ft.

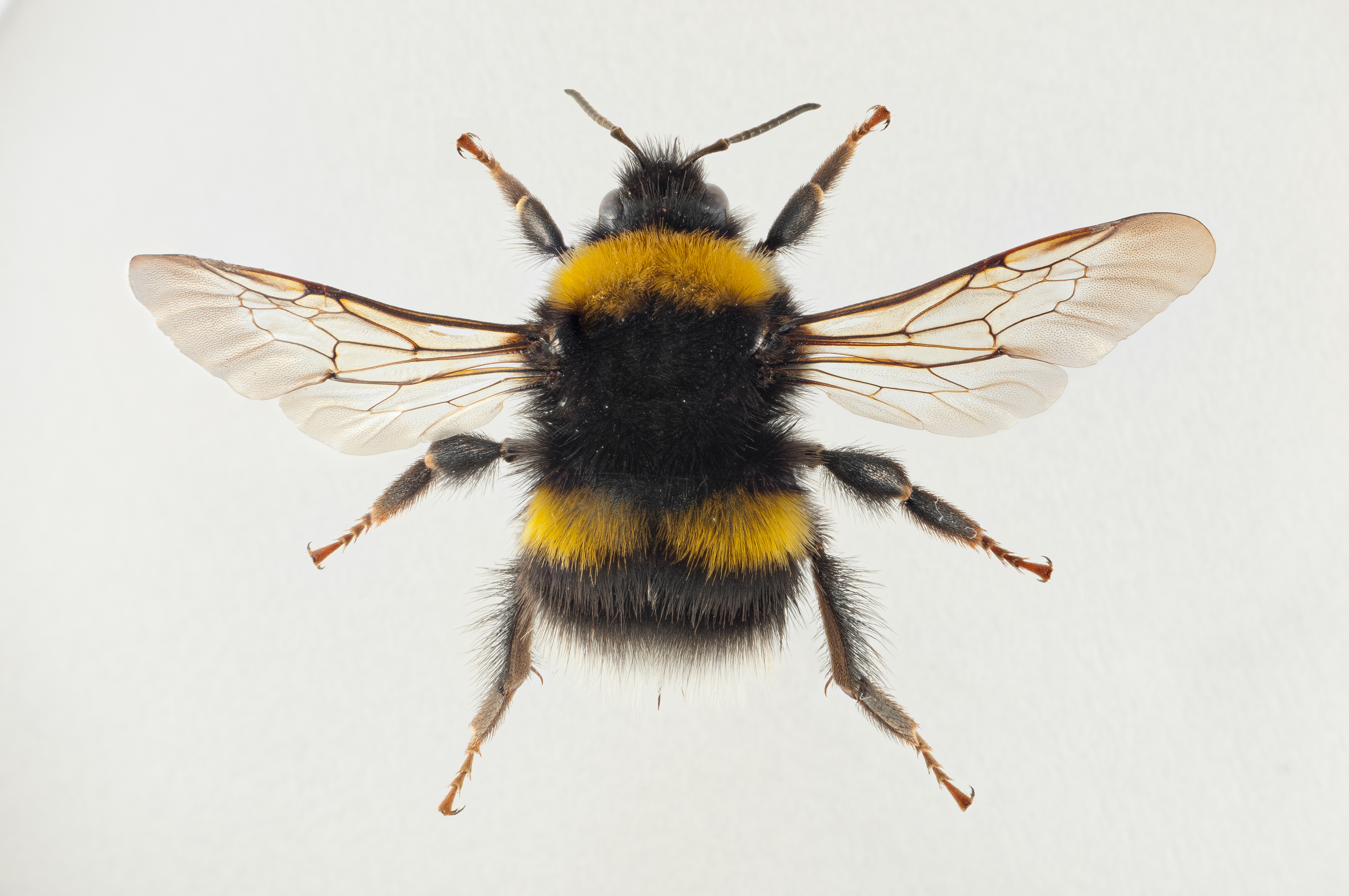
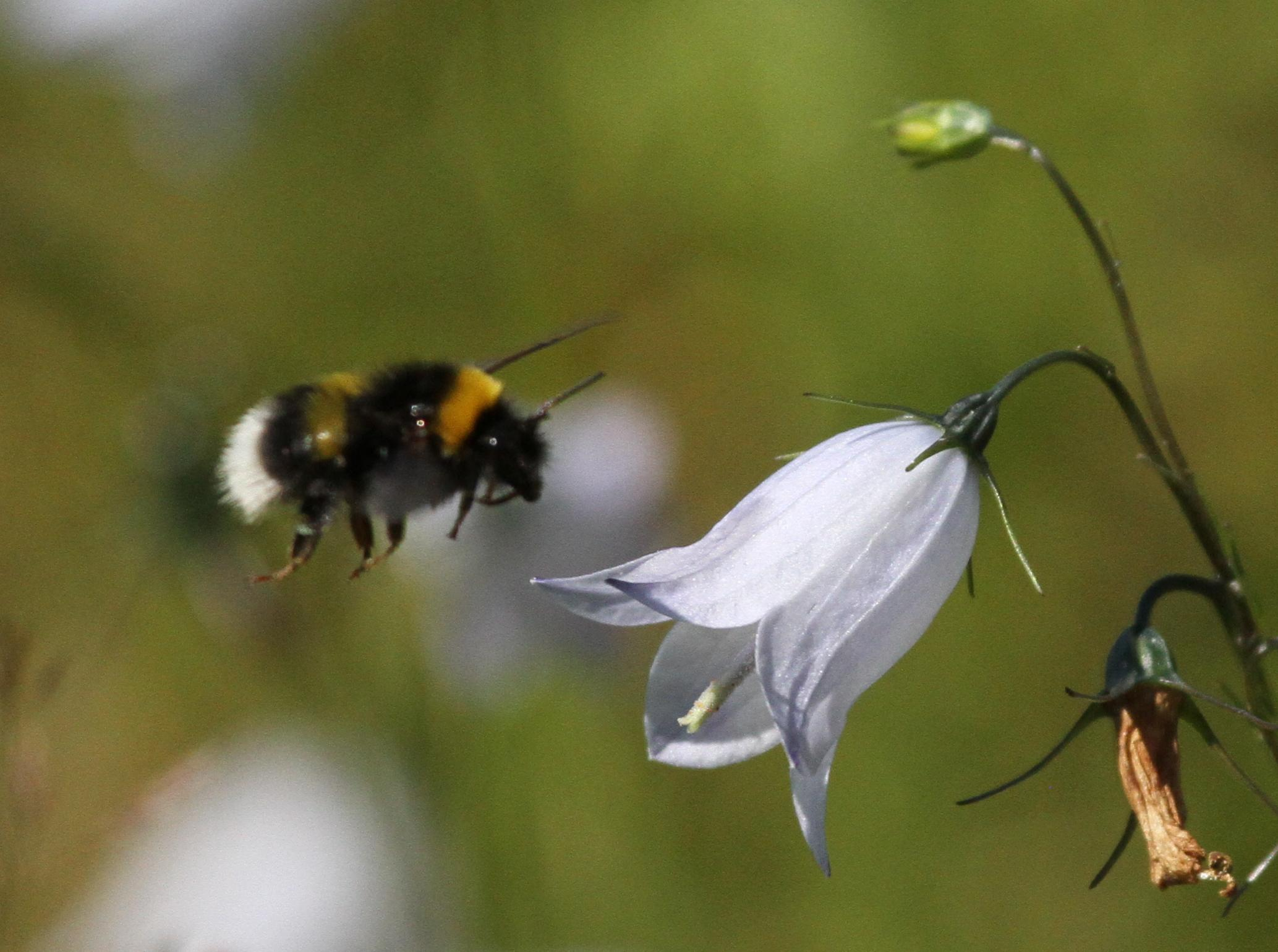
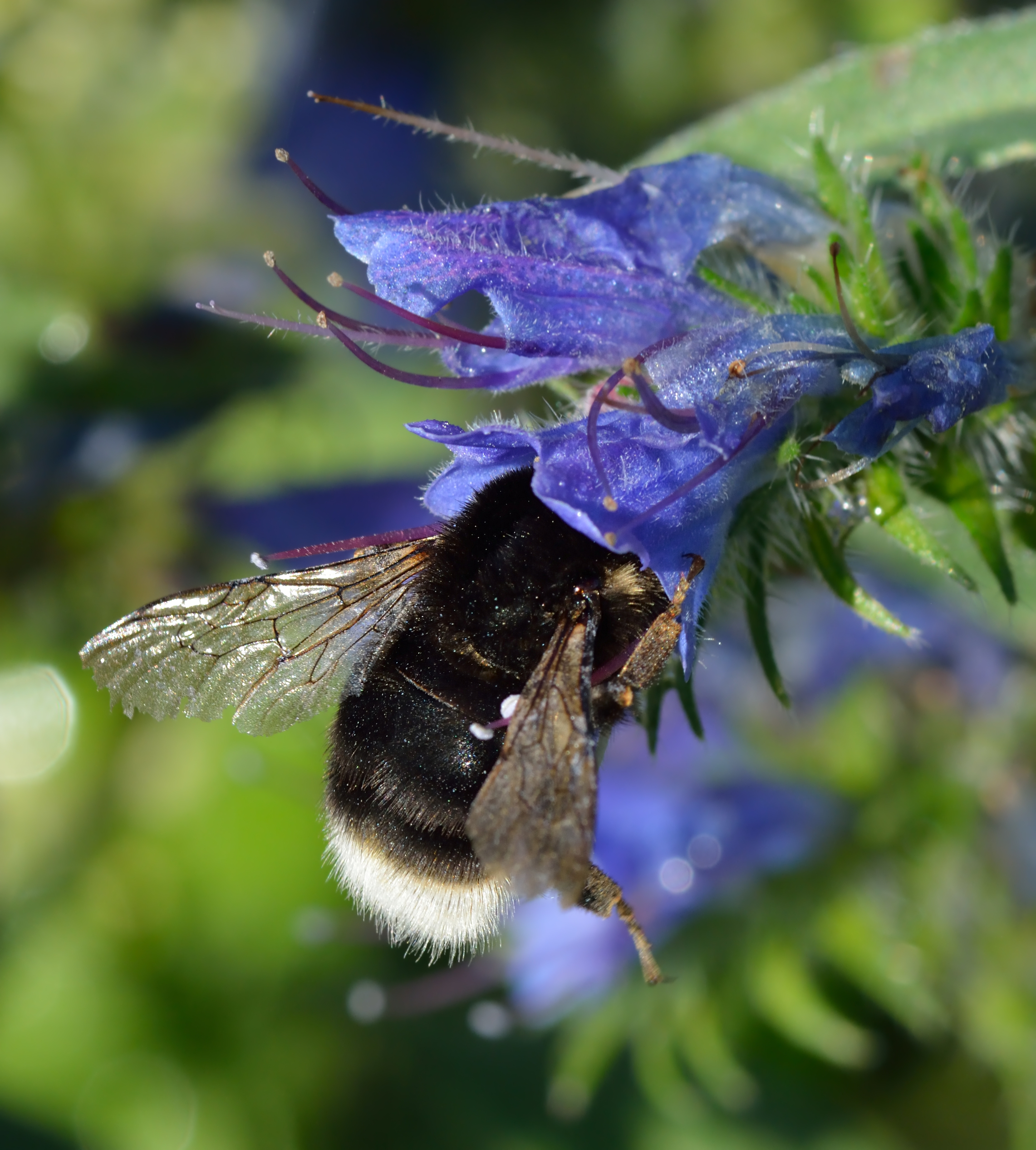
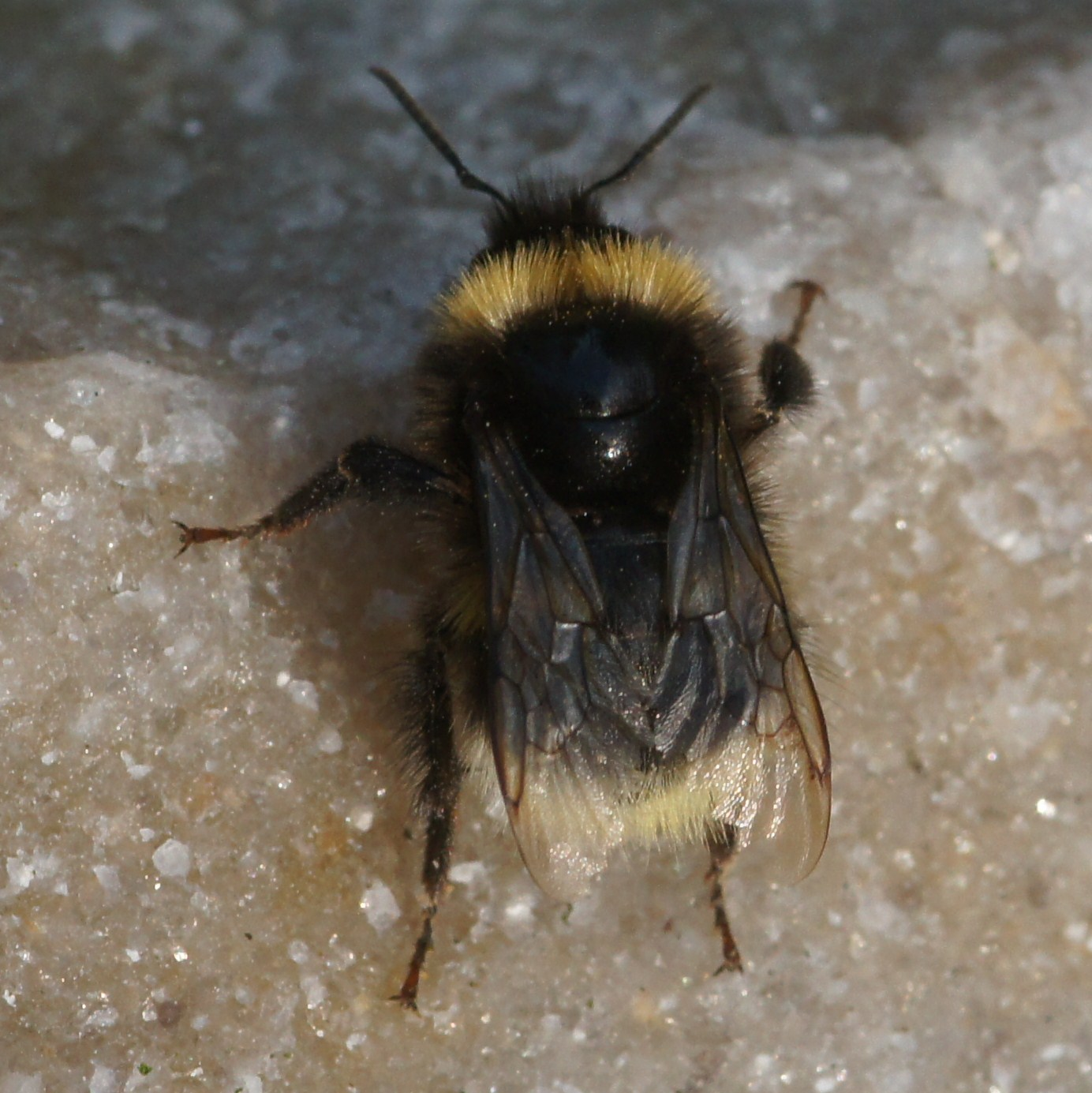
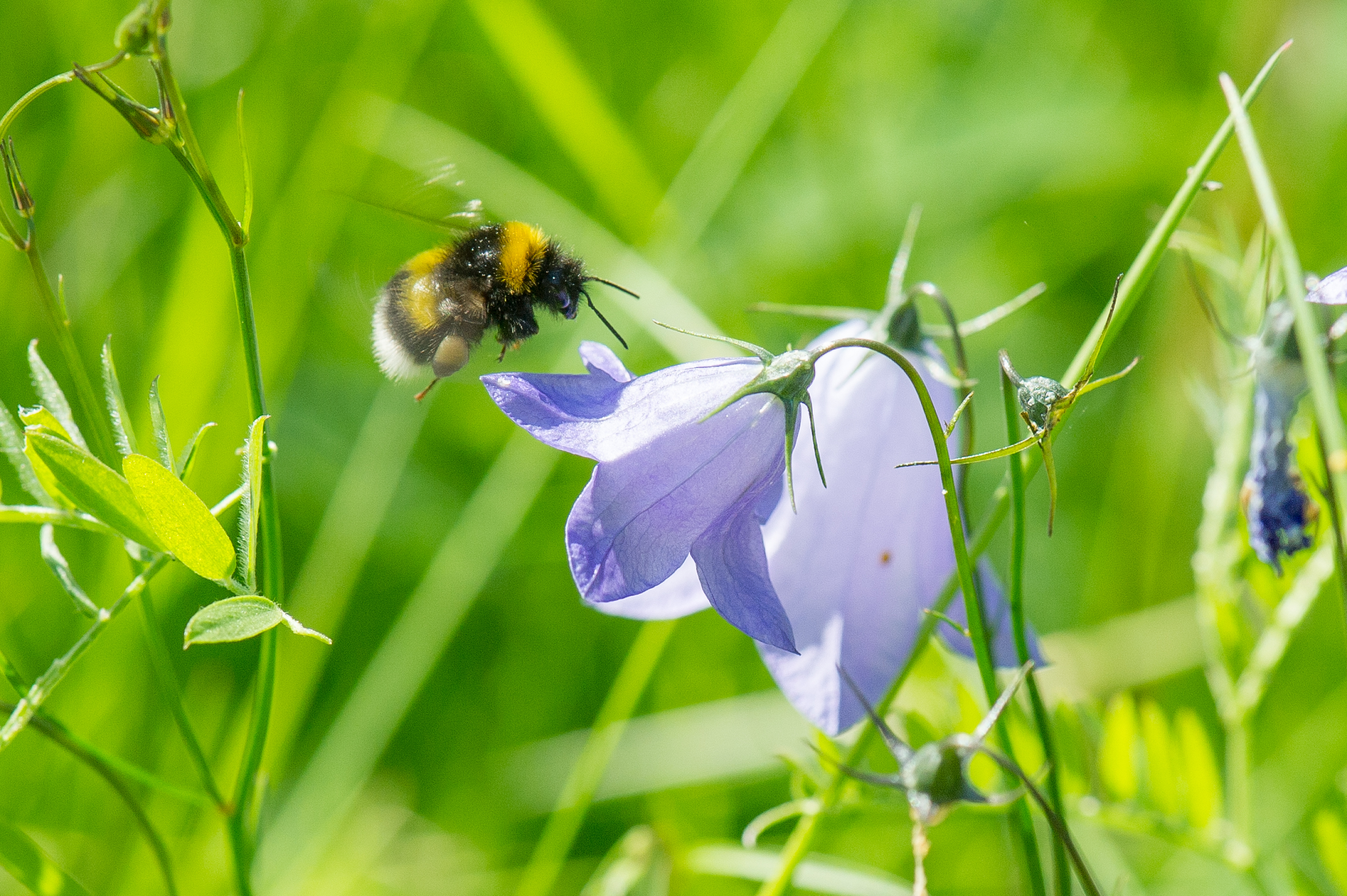